# Der Butler (Green)
Der Butler (Originaltitel: Loving) ist ein 1945 erstmals veröffentlichter Roman des britischen Schriftstellers Henry Green. Die Erstausgabe erschien in der von Leonard Woolf und John Lehmann geleiteten Hogarth Press.
Der Roman schildert das Leben auf einem irischen Landsitz während des Zweiten Weltkriegs. Nahezu alle Bewohner des Landsitzes sind Briten und müssen sowohl ein mögliches Attentat durch die IRA als auch eine Invasion Irlands durch das Dritte Reich fürchten. Die wichtigsten Figuren sind die Dienstboten des Landsitzes. Nach dem Tod des alten Butlers gleitet der Haushalt in eine immer anarchischer werdende Misswirtschaft ab, in der jeder von ihnen versucht, sich in dem entstandenen Machtvakuum Vorteile zu verschaffen. Green erzählt dies in Form eines ironischen Märchens – der Roman beginnt und endet mit den traditionellen Märchenformeln „Es war einmal“ (Once upon a day) und „Sie heirateten und lebten glücklich bis ans Ende ihrer Tage“ (...they were married and lived happily ever after).
Der Roman gilt als ein Klassiker des 20. Jahrhunderts. Die britische Zeitung The Guardian nahm ihn 2009 in die Liste der 1000 Romane auf, die jeder gelesen haben muss, das Nachrichtenmagazin Time zählte ihn zu den besten 100 englischsprachigen Romanen zwischen 1923 und 2005 und 2015 wählten 82 internationale Literaturkritiker und -wissenschaftler ihn zu einem der 100 bedeutendsten britischen Romane.
Im deutschsprachigen Raum wurde der Roman 1964 unter dem Titel Lieben in der Übersetzung von Friedrich Burschell vom Suhrkamp Verlag veröffentlicht. 1988 erschien eine neue Übersetzung von Walter Schürenberg unter dem Titel Der Butler.

## Handlung
Die verwitwete Britin Mrs Tennant verwaltet während der kriegsbedingten Abwesenheit ihres Sohnes Jack den in Irland gelegenen Landsitz Kinalty Castle, einen Bau aus dem 18. Jahrhundert. Verglichen mit dem von Bomben bedrohten England ist das Leben auf dem Landsitz im neutralen Irland ruhig und noch ohne gravierende Einschränkungen. Jedoch ist eine Invasion Irlands durch das Dritte Reich eine der möglichen Bedrohungen. Gleichzeitig bezeichnet Mrs Tennant Irland selbst als Feindesland: Die IRA hat Brandanschläge auf zahlreiche von Briten bewohnte Landsitze verübt und die zunehmende Steuerlast auf Landsitze wie Kinalty Castle könnte die Familie bald zwingen, den Landsitz aufzugeben und nach England zurückzukehren. Green deutet diese komplexe Situation subtil bereits in der Wahl des Familiennamens an: „Tennant“ bedeutet übersetzt Pächter.
Der Roman beginnt mit dem sich über Tage hinziehenden Sterben des alten Butlers Eldon, der in seinem Zimmer nur von dem leitenden Dienstmädchen Agatha Burch betreut wird. Sie scheint die einzige zu sein, die die Situation wirklich belastet. Ansonsten bedeutet das Sterben des Butlers für das Leben auf Kinalty Castle lediglich weniger Aufsicht: Ein Dienstmädchen stiehlt Eier, Diener und Küchenjunge bedienen sich am Whiskey in der Speisekammer, zu der sonst nur der Butler den Schlüssel hat. Zwei Tage später ist der Butler verstorben. Noch während die Leiche in seinem Zimmer aufgebahrt ist, deutet Charley Raunce, der erste Diener, Mrs Tennant an, dass er die Kündigung erwäge, weil er sich nicht auf einen neuen Butler einstellen möchte. Mrs Tennant befördert ihn daraufhin auf die vakant gewordene Stelle. In seiner neuen Funktion ist Raunce nun zwar Vorgesetzter aller Dienstboten – wie fragil seine Position ist, deutet jedoch schon der Name an, mit dem ihn seine Dienstherrschaft ruft. Wie alle Diener auf Kinalty Castle wurde er bislang von seiner Dienstherrschaft Arthur genannt; als Butler stünde ihm zu, Raunce genannt zu werden. Mrs Tennant benutzt diesen Namen jedoch nur wenige Male, dann wird sie ihn bis zum Ende des Romans wieder Arthur rufen.
Die Beförderung von Raunce führt unter den übrigen Dienstboten – darunter ein altes Kindermädchen, eine Köchin, ein Küchenjunge, drei Dienstmädchen, der Chefgärtner Michael und der „Mann für alles“ Paddy O’Conor – zu zunehmenden Spannungen. Paddy, dessen irischer Dialekt für die anderen kaum verständlich ist, und der Gärtner Michael sind die einzigen Iren unter den Dienstboten und deswegen misstrauisch beäugte Außenseiter. Die Köchin bezeichnet sie als Halbwilde, die ein gerupftes Huhn nicht von einem Pfau unterscheiden könnten. Auch die Dienstherrschaft steht ihren irischen Bediensteten herablassend gegenüber: „Glauben sie wirklich immer noch daran, dass die Jungen von Feen entführt werden?“ fragt Mrs Tennants Schwiegertochter Violet ihre Schwiegermutter.
Violet hat eine Affäre mit Captain Davenport, dem Besitzer des benachbarten Landsitzes, was Mrs Tennant jedoch verborgen bleibt. Dagegen wissen einige unter den Dienstboten von der Affäre. Dem Dienstmädchen Edith ist aufgefallen, dass Violet Tennant mit unvollständiger Unterwäsche von einem Besuch bei Captain Davenports Ausgrabungen zurückgekehrt ist. Wenig später findet sie eines Morgens Davenport in Violets Bett vor. Die sorgfältig geführte Trinkgeldliste des verstorbenen Butlers, die Charley Raunce heimlich an sich genommen hat, weist hohe Beträge aus, die der Butler vom Captain erhielt, was darauf schließen lässt, dass auch Butler Eldon von der Affäre wusste und dem Captain mit diesem Wissen Geld abnötigte. Das hochbetagte Kindermädchen ist erkrankt, so dass auf den übrigen Dienstboten mehr Arbeit lastet: Sie müssen sich nicht nur um Violet und Jack Tenannts zwei kleine Töchter, Miss Evelyn und Miss Moira, kümmern, sondern zusätzlich um Albert, einen neunjährigen Jungen aus einem Londoner Arbeiterviertel. Alberts Herkunft bleibt zweideutig – er ist entweder der Neffe der Köchin oder ihr illegitimer Sohn. Die Tennants haben es der Köchin als Gefallen erlaubt, den Jungen für einige Wochen aus dem von Bomben bedrohten London in die Sicherheit von Kinalty zu holen.
Ohne die Autorität von Jack Tennant und dem alten Butler gleitet das Leben auf Kinalty Castle allmählich in eine immer anarchischer werdende Misswirtschaft ab. Zwischen üppigen Mahlzeiten und dem Versuch, seine Arbeitgeber durch falsche Buchhaltung um Geld zu betrügen, flirtet der 40 Jahre alte Raunce mit dem halb so alten Dienstmädchen Edith. Kate, das andere Dienstmädchen, flirtet mit Paddy, und Violet Tennant geht heimlich ihrer Affäre mit Captain Davenport nach. Mrs Tennant verliert einen wertvollen Saphirring. Der junge Albert dreht direkt nach seiner Ankunft einem der zahlreichen Pfauen den Hals um und lehrt die jungen Tennant-Töchter vulgäre Schimpfwörter.
Jack Tennant erhält Fronturlaub, den er jedoch nicht auf Kinalty Castle verbringen wird. Seine Frau und seine Mutter reisen von Irland nach England, um ihm dort nahe zu sein. Captain Davenport reist ihnen nach. Auf sich allein gestellt, gehen die Dienstboten zunächst relativ harmlosen Vergnügungen nach: Die Köchin betrinkt sich, die Dienstmädchen tanzen im Ballsaal und spielen mit dem Küchenjungen Blinde Kuh. Raunce und Edith machen es sich vor dem Kamin in der Bibliothek gemütlich. Raunces Gerede von einem möglichen Angriff durch die IRA beunruhigt die auf Kinalty Verbliebenen jedoch zunehmend. Edith findet den verlorengegangenen Saphirring und versteckt ihn dann wieder, weil sie fürchtet, dass man sie sonst verdächtigen könnte, ihn ihrer Dienstherrin gestohlen zu haben. In einem Moment der Schwäche verrät sie jedoch einem der Kinder, wo der Ring ist. Dieser geht erneut verloren und in der darauf folgenden Panik und den Versuchen, alles zu vertuschen, kommt nun auch noch der Vertreter der Versicherung auf Kinalty an, bei der der Ring versichert ist. Das Ganze eskaliert zur Farce, als die Berichte der verschiedenen Dienstboten zum Verlust des Ringes sich widersprechen.
Raunce und Edith beschließen zu heiraten und der Küchenjunge verkündet, sei es in einem Anfall von Eifersucht oder aus Ärger, weil er des Diebstahls des Ringes verdächtigt wird, dass er den Landsitz verlassen und sich freiwillig zum Kriegsdienst melden wird. Als Mrs Tennant und ihre Schwiegertochter zurückkehren, erhält Mrs Tennant zwar ihren Ring zurück, ist aber aufgebracht, weil sie den Grund seines Verschwindens nicht herausfinden kann. Für sie symbolisiert er den Verlust ihrer Kontrolle über den Landsitz. Ihre Schwiegertochter Violet leidet wegen ihrer Affäre zunehmend unter Schuldgefühlen, kann sich aber letztlich nicht zwischen ihrem Mann und Captain Davenport entscheiden. Das betagte Kindermädchen liegt im Sterben, die betrunkene Köchin hat einen Wutanfall und Raunce wird zunehmend von Selbstzweifeln geplagt. Er hat Sorge, dass man hinter seine betrügerische Buchführung kommen wird, und nicht weniger Sorge macht ihm, dass die hübsche, impulsive Edith nur halb so alt ist wie er. Am Ende des Romans brennen die beiden jedoch gemeinsam nach England durch und heiraten dort.

## Hintergrund und literarische Bedeutung
Henry Green arbeitete an diesem Roman nach der Veröffentlichung von Caught im Jahre 1943, einem bislang nicht ins Deutsche übersetzten Roman, in dem Green seine Erfahrungen als Mitglied einer Feuerwehrmannschaft verarbeitete, die in London Brände nach Bombenangriffen bekämpfte. Im Dezember 1943 hatte er bereits einen Entwurf in der Länge von 25.000 Wörtern fertiggestellt. Green überarbeitete den Roman im Sommer 1944 und übergab im Oktober das Manuskript an seinen Verlag Hogarth Press. John Lehmann, der gemeinsam mit Leonard Woolf den Verlag leitete, war von Anfang an der Überzeugung, dass Green ein Meisterwerk geschrieben habe.
Green erzählte später gerne, dass ihm die Idee zu dem Roman während einer Unterhaltung mit einem Mitglied seiner Feuerwehrmannschaft gekommen sei, der zuvor als zweiter Diener auf einem Landsitz gearbeitet hatte. Dieser berichtete, dass der Butler dieses Landsitzes ihm eines Tages Folgendes gestanden habe:

„Nichts genieße ich mehr […] als am Sonntagmorgen bei offenen Fenstern im Bett zu liegen, den Kirchenglocken zuzuhören und mit nach Fotze riechenden Fingern gebutterten Toast zu essen.“

Aus Sicht von Greens Biografen Jeremy Treglown drückt diese Anekdote jene Haltung von Nachlässigkeit, Opportunismus und Verantwortungslosigkeit aus, die auch die Protagonisten des Romans kennzeichnet.
Henry Green gilt als ein Meister der subtilen Andeutung und beiläufigen Erzählweise. Der Roman zeigt ihn auf dem Höhepunkt dieser Fähigkeit und zeichnet sich zudem durch seinen besonderen Sprachduktus und seine ungewöhnliche Interpunktion aus. Die relative Sicherheit Irlands im Vergleich zu dem unter den deutschen Luftangriffen leidenden England wird durch den Hinweis angedeutet, dass es in Irland keine Verdunkelung gibt (“For this was in Eire where there is no blackout”). Die Bedrohung durch die IRA wird dem Leser durch den kurzen Satz bewusst, dass das blaue Wohnzimmer mit seiner Einrichtung aus dem 18. Jahrhundert das berühmteste in Irland sei, das noch in Brand gesetzt werden müsse (“…the most celebrated eighteenth-century folly in Eire that had still to be burned down”). Für Sebastian Faulks zeigt sich diese Meisterschaft bereits im ersten Satz des Romans.

“Once upon a day an old butler called Eldon lay dying in his room attended by the head housemaid, Miss Agatha Burch.”

„Es war einmal ein alter Butler namens Eldon, der sterbend in seinem Zimmer lag, umsorgt vom leitenden Hausmädchen, Miss Agatha Burch.“

Faulks sieht hier eine spezifische Kadenz, die Henry Green deutlich von seinen literarisch gleich bedeutenden Zeit- und Landesgenossen Graham Greene und Evelyn Waugh unterscheide. Der Satz sei gleichzeitig feierlich und lyrisch, banal und komisch. Das einleitende „Es war einmal“ (“Once upon a day”) stehe für eine gewisse Sehnsucht, aber auch für den traditionellen Beginn einer märchenhaften Erzählung, die Ereignisse wiedergebe, von denen der Leser nicht wissen könne, ob sie sich tatsächlich so zugetragen haben. Der nächste Satzteil „ein alter Butler“ sei eine direkte erzählerische Information, die jedoch einen leicht heiteren Unterton habe – alte Butler sind in der englischen Erzähltradition eher Protagonisten von Farcen im Stil eines P. G. Wodehouse. Der Mann liegt jedoch im Sterben und umsorgt wird er von einem Hausmädchen, von dem Green anders als beim Butler nicht nur den Vornamen, sondern mit dem Wort „Miss“ auch gleich den Familienstand mitteilt, während der Vorname des Butlers verschwiegen wird. Faulks zufolge ist das Zurückhalten erzählerischer Informationen, die erst an späterer Stelle gegeben werden, ein weiteres typisches Charakteristikum der Erzählweise von Green, die den Leser in Bann schlage. So verlangt der sterbende Butler immer wieder nach einer Ellen, das später heftig um ihn trauernde Dienstmädchen heißt jedoch Agatha.

## Trivia

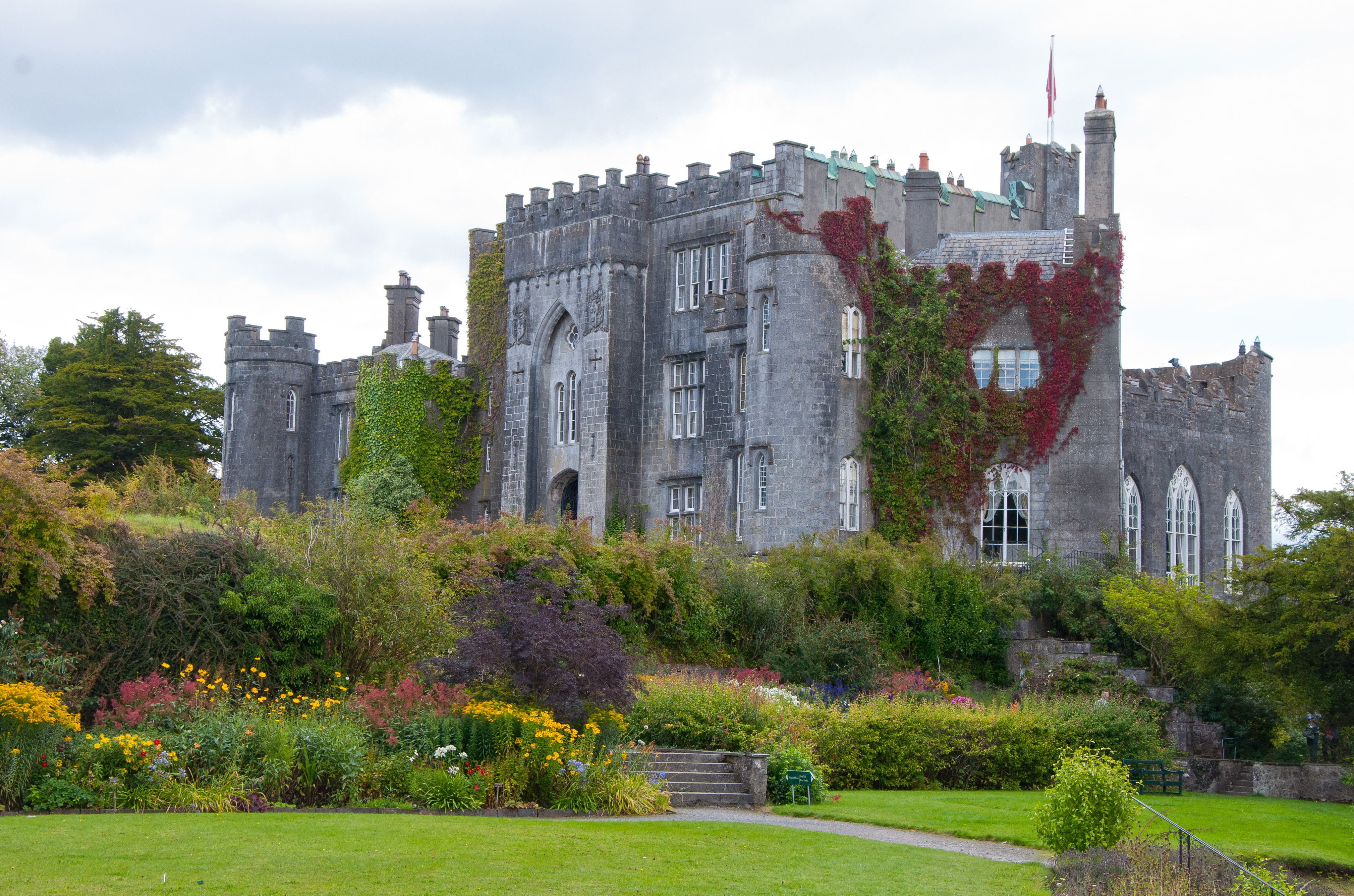
Birr Castle gilt als Vorbild für das fiktive Kinalty Castle in Greens Erzählung

- Green stammte aus einer begüterten Familie, die zahlreiche Dienstboten beschäftigte. Teile seiner Kindheit verbrachte er auf dem großen Landsitz Petworth House, dem Sitz der Familie mütterlicherseits. Dort wurde noch nach dem Ersten Weltkrieg von männlichen Gästen erwartet, dass sie in Frack und weißer Fliege zum Dinner erschienen. Green selbst beschäftigte in den 1930er Jahren zwischen vier und fünf Dienstboten.[9]
- In einer seiner ersten erzählerischen Vignetten, die Green vermutlich während der auf Petworth House verbrachten Schulferien schrieb, fantasiert er, was passieren würde, wenn plötzlich ein Riese auf dem Anwesen erschiene. In dieser Fantasie schickt sein Onkel Charles, 3rd Baron of Leconfield, dem Riesen als erstes den Butler Wickham entgegen. Der Riese wirft den Butler in den See, was Charles mit dem kurzen Lob „Wickham war ein guter Dienstbote“ kommentiert. Bald stellt sich aber heraus, dass Wickham den Kellerschlüssel bei sich hatte und damit einer der letzten Fluchtwege der Familie vor dem Riesen versperrt ist. Daraufhin schlägt Charles’ Pietät in die verärgerte Äußerung um, dass es trotz aller Anweisungen unmöglich sei, Dienstboten beizubringen, Schlüssel an zugänglichen Haken aufzubewahren.[10]
- Im selben Jahr, in dem Der Butler in Großbritannien erschien, kam auch Brideshead Revisited heraus, dessen Autor Evelyn Waugh Green seit der gemeinsamen Zeit in Oxford gut kannte. Brideshead Revisited hat als einen der wesentlichen Handlungsorte ebenfalls ein großes Herrenhaus.
- In Irland wird häufig darauf verwiesen, dass Birr Castle das Vorbild für Kinalty Castle gewesen sei. Auch wenn Green einige architektonische Elemente von Birr Castle übernahm, ist das fiktive Kinalty Castle nach Ansicht von Treglown auch von anderen Herrensitzen inspiriert.[11]

## Ausgaben
- Loving (1945)
  - Lieben. Roman. Übersetzt von Friedrich Burschell. Suhrkamp (Bibliothek Suhrkamp 129), Frankfurt am Main 1964
    - Der Butler. Neu übersetzt von Walter Schürenberg. Steidl, Göttingen 1988

## Einzelbelege
1. ↑  1000 Novels everyone must read: the definitive List, abgerufen am 9. Juni 2016.
2. ↑  The Guardian: The best British novel of all times – have international critics found it?, aufgerufen am 9. Juni 2016.
3. ↑  Treglown: Romancing – The Life and Work of Henry Green. S. 151.
4. ↑  Treglown: Romancing – The Life and Work of Henry Green. S. 154. Im Original lautet das Zitat: What I enjoy most, Favell, is to lie in bed on a Sunday morning with the windows open, listening to the church bells, eating buttered toast with cunty fingers.
5. ↑  Treglown: Romancing – The Life and Work of Henry Green. S. 154.
6. ↑  Sutherland: How to be well read: A Guide to 500 great novels and a Handful of Literary Curiosities. Eintrag zu Loving.
7. ↑  Lehmann: Henry Vincent Yorke in John Sutherland (Hrsg.): Literary Lives – Intimate Biographies of the Famous by the Famous. S. 367.
8. ↑  Sebastian Faulks: Vorwort zur E-Book-Ausgabe des Vintage-Verlags, ISBN 978-1-4090-8784-7.
9. ↑  Treglown: Romancing. The Life and Work of Henry Green. S. 103.
10. ↑  Treglown: Romancing. The Life and Work of Henry Green. S. 8.
11. ↑  Treglown: Romancing. The Life and Work of Henry Green. S. 157.